# Magyar fotográfusok listája
A magyar fotográfusok listájába mindazokat beletartozónak tekintjük, akik működésükkel, tevékenységükkel, művészi munkájukkal a hazai fotográfiát gazdagították hivatásos mesteremberként, művészként egyaránt, illetve a később megalakuló Magyar Fotóművészek Szövetségének tagja, vagy tagja volt. A fotográfusok tevékenységének jelentősége, munkássága, művészi színvonala az adott életrajzokból derül ki. Ugyanakkor ide soroljuk mindazokat a magyar születésű, magyar származású fotográfusokat is, akik a világ fotográfiai történetét gazdagították munkájukkal, tevékenységükkel, akár fotóriporterként, akár fotóművészként.

## A, Á
- Ács Irén (1924–2015)
- Ágg Károly (1955–)
- Aigner László (Lucien Aigner) (1901–1999)
- Aigle Arnold (1910–1980)
- Alapfy Attila (1930–)
- Alapfy László (1955–)
- Albók János(en) (John Albok) (1894–1980)
- Albrecht Elvira (1920–1998)
- Áldor Dezső (1891?–1944)
- Alexy Traján Béla (1872–1918)
- Almási László (1930–2024)
- Almásy László Ede (1895–1951)
- Almasy, Nicky (?)
- Almásy Pál (Paul Almásy) (1906–2003)
- Amster József (1886–19??)[1]
- Angelo (Funk Pál) (1894–1974)
- Angyal Béla (? – ?)
- Angyalfi Andor (1892–1973)
- Antal Béla (1862–1911)[2]
- Andory Aladics Zoltán (1899–1990)
- Andujar, Claudia (szül. Claudine Haas, édesapa magyar) (1931)
- Apáti-Tóth Sándor (1948–)
- Aradiné Szenczi Mária (1931–1999)
- Arató András (1953–)
- Arató Tibor (1936–2000)
- Armuth Iván (1928–)
- Aszmann Ferenc (1907–?)
- Auerbach Miksa (? – ?)

## B
- Babulik Jenő (1922–1990)
- Bakos Miklós (1958–)
- Bäck Manci (1891–1989)
- Bácsi Róbert László (1978–)

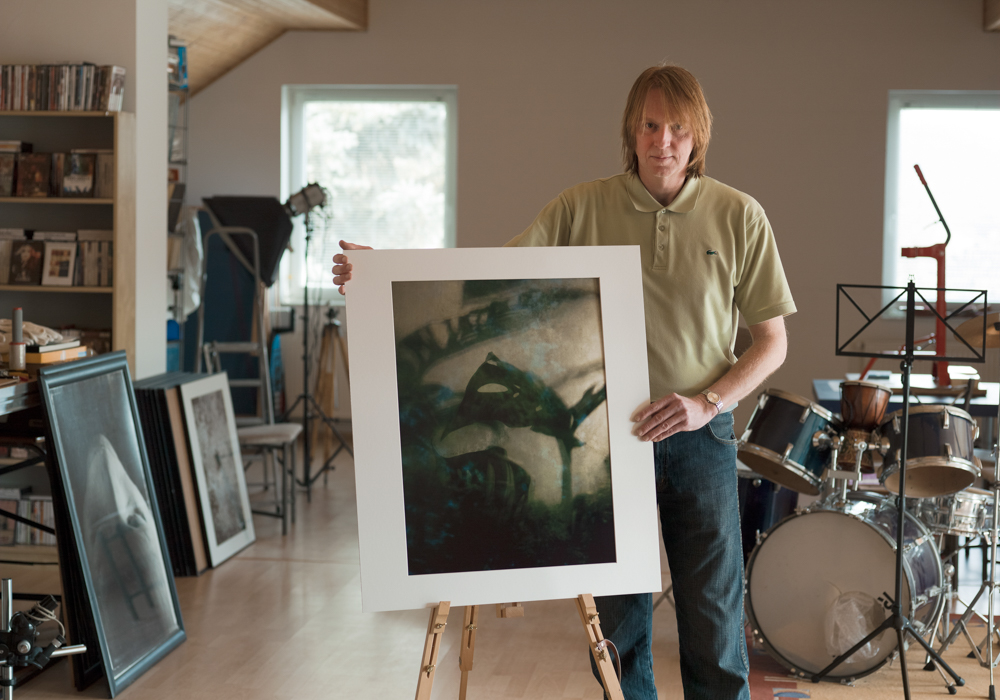
Barta Zsolt Péter „Üvegház04551” (2008) című művével (Urbán Ádám felvétele)

- Bágyi Ferenc (Franz Bagyi) (1945–2022)
- Bahget Iskander (1943–)
- Bajkó Csaba (1962–)
- Balassa László (1977–2019)
- Bálint János (18??–19??)
- Balla András (1945–)
- Balla Demeter (1931–2017)
- Balla Júlia (1959–)
- Balla Vivienne (1986–)
- Balázs Miklós (1946–)
- Balkányi Antal (1881–1958)
- Balogh Csaba (1968–)
- Balogh László (1945–)
- Balogh Rudolf (1879–1944)
- Baloghné Kovács Matild (1960–)
- Bánhalmi Norbert (1979–)
- Bánkuti András (1958–)
- Bánó Ernő (? – 1960 után)
- Barabás Miklós (1810–1898)
- Barakovich Edit (1896–1939)
- Baranyai András (1938–2016)
- Baranyi Norbert (1982–)
- Bárány Nándor (1899–1977)
- Barasits János (1859–1935)[4]
- Baric Imre (1952–)
- Barna Ilona (1955–)
- Barta Zsolt Péter (1962–)
- Bartal Ferenc (1923–1993)
- Bartis Attila (1968–)
- Bass Tibor (1909–1973)
- Bátyi Lajos (1895–1951)[5]
- Bauer Sándor (1931–2009)
- Bauh Aurél (Aurel Bauh) (1900–1964)
- Becske Adolf (1849–1923)[6]
- Békei Ödön (1876–[7] 1956)[8]
- Békés Gyula(wd) (1866–1944)[9]
- Bekey Imre Gábor (1872–1936)
- Belgrader Soma (? – ?)
- Bence Pál (1913–1989)
- Benkő Imre (1943–)
- Benkő Mihály (1940–)
- Berekméri Zoltán (1923–)
- Berkó Ferenc(de) (Ferenc Berko) (1916–2000)
- Berkó Ernő (1955–)
- Besnyő Éva (Eva Besnyő, Blumgrund Éva) (1910–2003)
- Beszédes Sándor (1830–1889)
- Birkás Ákos (1941–2018)
- Bíró Klára (1939–)
- Bíró Lajos (1856–1931)
- Bíró Pál (?–1916 k.)
- Bizaglich Jenő (1923–2000)
- Blaho Ede (1844–1922)[10]
- Blahos Rudolf (1880–1949)[11][12][13]
- Blüh Irén (1904–1991)
- Bodola György (1952–2007)
- Bogdán Román (1922– ?)
- Bojár Sándor (1914–2000)
- Bonyhádi Károly (1951–)
- Boros György (1958–)
- Borsos Imre (? – 1950 után)[14]
- Borsos József (1821–1883)
- Both Gábor (1971–)
- Botta Ferenc (1919–1968)
- Bődey János ( 1977–)

- Brassaï (szül. Halász Gyula, 1899–1984)
- Brenner testvérek Sarolta Regina (Segesvár, 1873) és Viktor Hugó (Nagyszeben, 1871)
- Bruck László (1907–1981)
- Brunhuber Béla (1874–1953)
- Brunhuber Géza (1881–1921)[15][16]
- Bukó László (1955–)
- Burger Barna (1965–2017)
- Bülch Ágoston (1840– ?)

## C
- Cornell Capa (szül. Friedmann Kornél, 1918–2008)
- Robert Capa (szül. Friedmann Endre, 1913–1954)
- Chochol Károly (1935–2023)
- Czeizing Lajos (1922–1985)
- Czifra Lajos (1947–2018)
- Czigány László (Cigány Taci) (1905–1980)

## Cs
- Csákvári Péter (1988–)
- Csigó László (1948–2023)
- Csik Ferenc (1894–1984)
- Csikós Árpád (1975–)
- Csomafáy Ferenc (1936–)
- Csonka Péter (1974–)
- Csontó Lajos (1964–)
- Csortos Szabó Sándor (1962–)
- Csörgeő Tibor (1896–1968)
- Csurcsin Mihály (? – ?)
- H. Csongrády Márta (1943–)

## D
- Dallos László (1946–2025)
- Demeter Károly (1892–1983)
- Déri Miklós (1964–)
- Diebold Károly (1896–1969)[17]

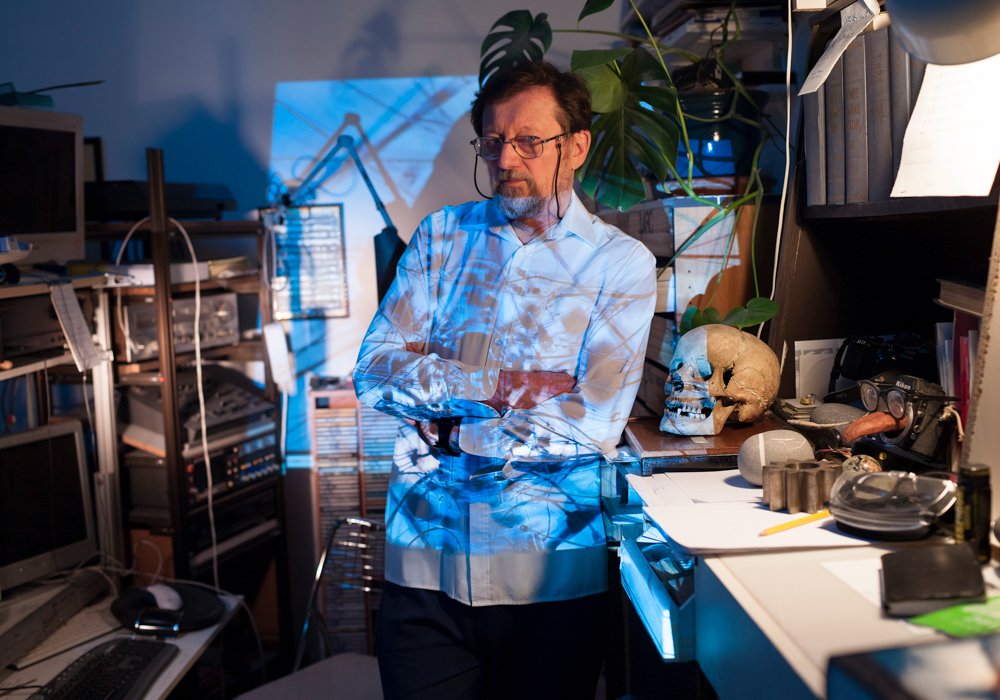
Dozvald János (Urbán Ádám felvétele)

- Dienes Andor (Andre de Dienes) (1913–1985)
- Díner Tamás (1946–)
- Diskay Sándor (1874–1953)
- Divald Károly (1830–1897)
- Divald Kornél (1872–1931)
- Dobrik István (1948–)
- Doctor Albert (1818–1888)
- Doctor Nándor (1890 k.–1943)[18]
- Dolezsán Ágnes (1955–)
- Dombovári Tibor (1956–)
- Domonkos Endre (1925–)
- Dozvald János (1939–)
- Drégely Imre (1960–)
- Dulovits Jenő (1903–1972)
- Dunky Ferenc (1860–1944)[19]
- Dunky Kálmán (1858–1935)
- Dapos Raul 1991-

## E, É
- Egey István (1828–1895)
- Eifert János (1943–)
- Eke Mihály (1891–1959)
- Ellinger Ede (1846 k. – 1915)
- Engländer Miksa (1881–1953)[20]
- Enyedi Zoltán (1939–2009)
- Erdélyi Lajos (1929–2020)
- Erdélyi Miklós (1910 k.–1944)[21]
- Erdélyi Mór (1866–1934)
- Escher Károly (1890–1966)
- Esterházy Mihály (1853–1906)

## F
- Fábián Gábor (1987–)
- Fái Izidor (1856 k.–1892)[22][23]
- Faragó István (1945–)
- Farkas Géza (1872–1934)
- Farkas Tamás (1925–2014)
- Fayer György(de) (Georg Fayer) (1892–1950)
- Fazekas György (1948–2018)
- Fazekas József Tamás (1974–)
- Fehér Imre(fr) (1904–1966)
- Fehérváry Ferenc (1922–1988)
- Fejes László (1935–)
- Fejér Ernő (1945–)
- Fejér Gábor (1945–2009)
- Fejér Zoltán György (1951–)
- Fekete György (1904–2010)[24]
- Feledi Dezső (? –1940)
- Feleki Károly (1955–)
- Fenyő János (1954–1998)
- Féner Tamás (1938–)
- Flesch Bálint (1949–)
- Fodor Etel(de) (Etel Fodor-Mittag) (1905–2004)
- Fodor István (1886–1945)[2][25]
- Forche Román (1855–1936)[26]
- Forgách István (? – ?)
- Forgács Károly (1936–1994)
- Forgács Péter (1950–)
- Forrai Zoltán (1901–1993)
- Földi Rózsi (Rosie Ney) (1897–1972)
- Földi Tamás (1970–)
- Friedmann Endre (1944–2018)
- Friedmann György(de) (George Friedmann, Jorge Friedman) (1910–2002)
- Füzesséry István (1894–1949)

## G
- Gaál Zoltán (1953–)
- Gábor Endre (1892–1944)[27]
- Gábor Enikő (1972–)
- Gábos Kálmán (1953–2010)
- Gaiduschek Erzsi (? – ?)
- Galántai György (1941–)
- Gál Imre (1915–2005)
- Garai Bertalan (Bert Garai, Garai Albert) (1891–1998)
- Gárdonyi Miksa (1878–1935)[28][29]
- Gáti György (1954–)
- Gedeon Péter
- Gerendás Mihály (1908–1976)
- Gerenday Aladár (1884–1967)[30]
- Gerlay Károly (? – ?)
- Gévay Béla (Pinkafő, 1841. február 12. eredetileg Albert – Szeged, 1909. július 24.)
- Gink Károly (1922–2002)
- Glass Zoltán (1902–1981)[31]
- Glück József (1887–1944)[32]
- Gombos Ferenc (1950–)
- Goszleth István (1850–1913)
- Goszleth Gyula (1877–1941)[33][34]
- Gömöri Sári (1893–1949 után)[27]
- Gömör Tamás (1970–)
- Gönci Sándor (Frühof, 1907–1996)
- Göndör Imre (Emery Gondor) (1896–1977)
- Gró Lajos (1901–1943)
- Guttmann Simon (1890–1989)

## Gy
- Gyagyovszky Emil (1881–1961)
- Gyarmati Sándor (1938–)
- Gyenes János (Juan Gyenes, 1912–1995)
- Gyenes Kálmán (1941–2016)
- Gyenge Valéria (1933–)
- Gyökér László (1940–)
- Gyulavári József (1948–)

## H

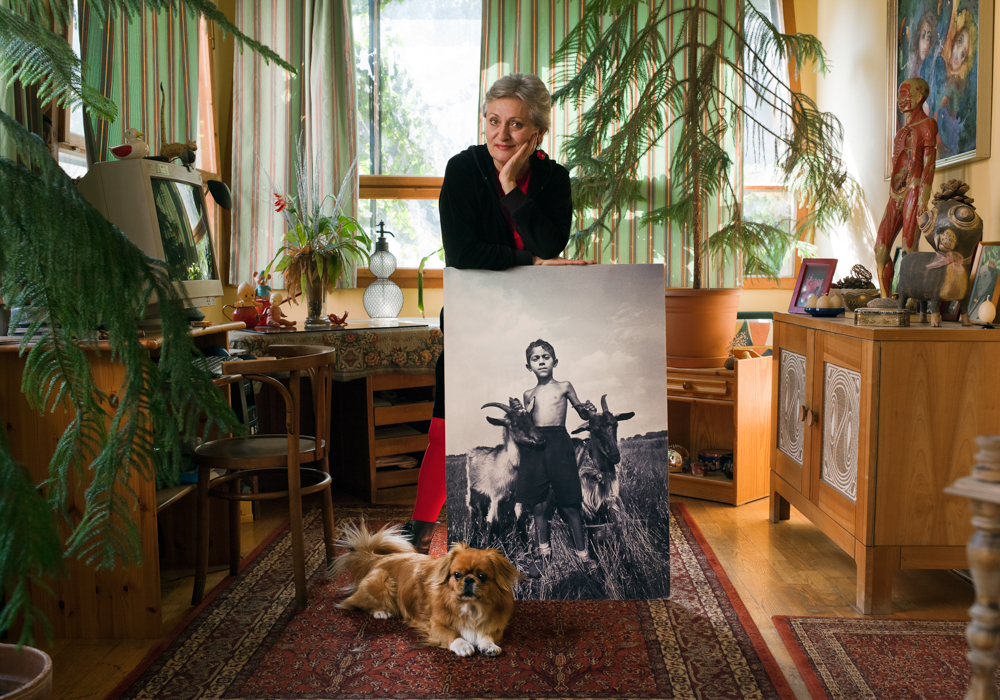
Horváth M. Judit „Másvilág, Ibrány” (1995) című művével (Urbán Ádám felvétele)

- Haár Ferenc (Francis Haar) (1908–1997)
- Hacker Dezső (Gabriel D. Hackett) (1905–1990)
- Hajas Tibor (1946–1980)
- Hajdú D. András (1981–)
- Hajnal István (19??–19??)[35]
- Hajtmanszki Zoltán (1962–)
- Halász Károly (1946–)
- Halász Rezső (szül.: Halász Rudolf, 1919–1992)
- Halász Vilma (1888–1938)[36]
- Halberg Gyula (dr. Gyula Peter Halberg) (1909–2001)
- Haller Ferenc
- Haller Frigyes (1902–1954)
- Halmi Béla (1892–1962)
- Hamarits Zsolt (1966–)
- Hámori Erzsébet (1927–2021)
- Hámori Gyula 1946-ig Hauner Gyula (1913–1977)
- Hámori Péter (1953–)
- Haranghy György (1868–1945)
- Haris László (1943–)
- Harnóczy Örs (1947–)
- Harsányi Gyula (1890 k.–1944. szeptember 16.)[37]
- Hatvani Jenő (1870–1930)[26]
- Ház Miklós (Nicholas Haz) (1883–1953)
- Hegedűs 2 László (1950–)
- Hegedűs György (1954–)
- Hegoczki Ferenc (1943–)
- Hegyei Tibor (1898–1935)
- Helfgott Sámuel (1854 k. – 1925)[38][39]
- Heilmann Vilmos (kb. 1890-1900)[forrás?]
- Heller József (? – ?)
- Hemző Károly (1928–2012)
- Herbst Sándor (18??–19??)
- Herskó Anna (1920–2009)
- Lucien Hervé (szül.: Elkán László, 1910–2007)
- Rodolf Hervé (1957–1921)
- Hevesy Iván (1893–1965)
- Hirling Bálint (1986–)

- Hoffmann Dezső (1912–1986)
- Hoffmann Viktor (? – ?)
- Holics Gyula (1919–1989)
- Hollán Lajos (1895–1944)
- Hollenzer László (1870–1937 v. később)[40][41]
- Homonnai Nándor (1880–1927)[42]
- Horling Róbert (1931–1992)
- Horna Kati (1912–2000)
- Horváth Dávid (1948–2017)
- Horváth István (1941–)
- Horváth M. Judit (1952–)
- Horváth Péter (1945–)
- Hölzel Gyula (? –1960)
- Hutterrer Géza (? – ?)

## I
- Ilku János (1946–)
- Imre Tamás (1971–)
- Inkey Tibor (1908–1998)

## J
- Faix Jacques (1870–1950)
- Janikovszky György (1946–)
- Járai Rudolf (1913–1993)
- Jelfy Gyula (1863–1945)
- Jokesz Antal (1952–)
- Józsa Béla (1898–1943)
- Juhász Miklós (1934–)
- Jung Zseni (1940–)

## K

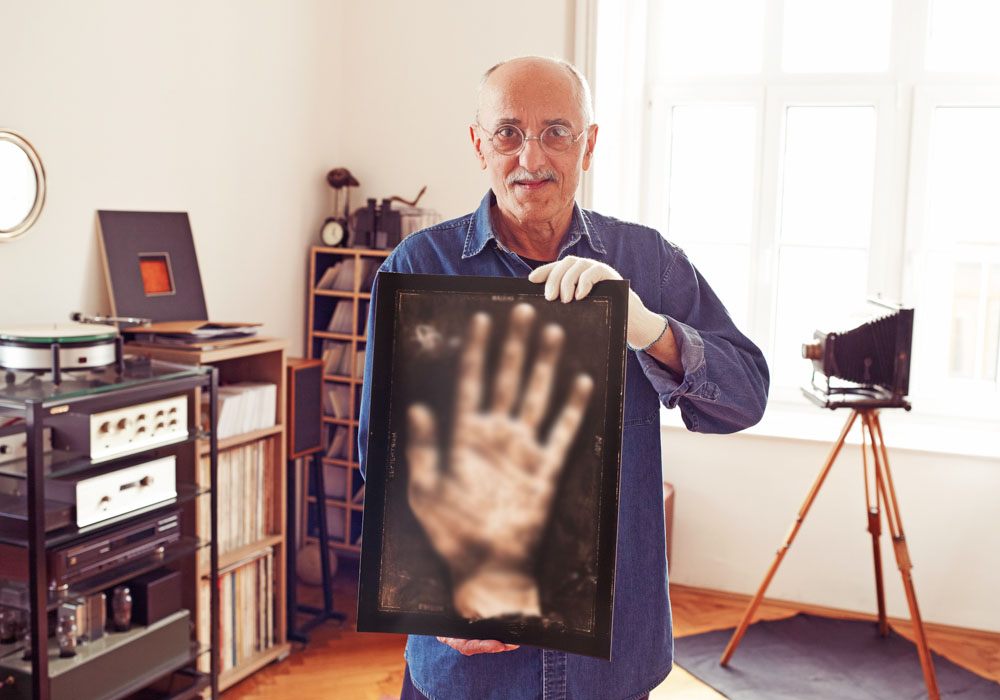
Kerekes Gábor „Kéz” (1990) című művével (Urbán Ádám felvétele)

- Kaas Albert (? – ?)
- Kabáczy Szilárd (1930–)
- Kabán József (1933–2010)
- Kallós Oszkár (1875–1955)
- Kálmán Béla (1921–2011)[43][44]
- Kálmán Kata (1909–1978)
- Kálmándy Pap Ferenc (1950–)
- Kalmár Péter (1843–19??)[26]
- Ata Kandó[45] (Görög Etelka, K. Görög Ata) (1913–2017)
- Kankowszky Ervin (1884–1945)[46]
- Kankowszky Tamás (? – ?)
- Kapocsy György (1941–2013)
- Kárász Judit (1912–1977)
- Kardos Juci (1897–19??)[47][48]
- Kardos Rózsi (Rose Kardos) (1894–19??)[48][49]
- Kardos Sándor (1944–)
- Kátai Tamás (1975–)
- Kawalky Lajos (? – ?)
- Kecskeméti Kálmán (1942–)
- Kecskeméthy Mihály (? – ?)
- Keglovich Emil (1856–1912)[50]
- Kelen Ferenc (1924–2017)
- Keleti Éva (1931–)
- Kepes György (1906–2001)
- Kerekes Gábor (1945–2014)[51]
- Kerny István (1879–1963)
- Kertész André (1894–1985)
- Kertész Dániel (1963–)
- Király László György (1959–)
- Kinszki Imre (1901–1944)
- Kis Pál (1890–1945)[52]
- Kiss Ottó (1876–1936)[53]
- Klell Kálmán (1897–1980)
- Klein Rózsi(fr) (Rogi André) (1905–1970)
- Klösz György (1844–1913)
- Kluger Zoltán (1896–1977)
- Knebel Ferenc (1835–1911)[2]
- Knebel Ferenc (1868–1943)[2]
- Knebel Jenő (1865–1935)[2]
- Kocsis István Tamás (1966–)
- Kocsis Iván (1931–)
- Koffán Károly (1909–1985)
- Kohlman Artur (1878–1916)
- Kóka István (1893 k.–1944)[54]
- Kollár Adolf (1890–1944)[2]
- Kollár Ernő (1884 k.–1937)
- Kollár Ferenc (Francois Kollar, Frantisek Kollar) (1904–1979)
- Kollár István (1950–1994)
- Koller Károly (1823–1889)
- Koncz Zsuzsa (1941–2012)
- Konkoly Thege Miklós (1842–1916)
- Kónya Kálmán (1926–1997)
- Koós Gyula (1923–2005)
- Kopek Gábor (1955–)
- Korniss Péter (1937–)
- Korschelt Miklós (1900–198?)
- Kossak József (1855–1922)[55]
- Kossak utóda Komáromi (üzlet Ráday u. 5.) 1950-ben még üzemelt[56]
- Kotnyek Antal (1921–1990)
- Kovács I. Károly (1906– ?)
- Kovács Kornél (1934–)
- Kovács László (1944–)
- Kovács Márton Ernő(wd) (1912–1991)
- Kovács Melinda
- Kovács Tamás (1937–)
- Kovalovszky Dániel (1979–)
- Kováts István (1881–1942)
- Kozák Albert (1946–)
- Kozelka Tivadar (1885–1980)[57]
- Kozics Ede (Eduárd Nepomuk Kozič,Dubnica nad Váhon 1826 – Pressburg 1874)
- Kozmata Ferenc (1846–1902)
- Kőbányai János (1951–)
- Kőhalmi Péter (1962–)
- König György (18??–19??)
- Körtesi Károly (1907–1979)[58][59][60]
- Körtési Béla (1955–)
- Kramolin Alajos (1812–1892)
- Kraszna-Krausz Andor (1904–1989)
- Kresz Albert (1939–)
- Kréhn Sándor (? – ?)
- Kropf Attila (1974 – ?)
- Kudász Gábor Arion (1978–)
- Kugel Károly (18??–19??)
- Kunkovács László (1942–)
- Kunszt János (1894–1960)
- Kunt Ernő (1948–1994)
- Kurzweil Frigyes (1861–1924)

## L
- Labori Mészöly Miklós (1883–1944 után)
- Lackfi János (1971–)
- Lajos György (1934–2007)
- Lajos László (1937–2016)
- Lakatos Erika (1964–)
- Landau Alajos (1833–1884)
- Ergy Landau (Landau Erzsi)[61] (1896–1967)
- Langer Klára (1912–1974)
- Lantos Miklós (1930–)
- Lapu Ferenc (1898–1964)
- László Henrik (1907–?)
- László János (1955–)
- Lehotka László (1948–)
- Leichtner Erzsébet (1915–2007)[62]
- Lengyel Lajos (1904–1978)
- Lengyel Miklós (19??–)
- Lengyel Samu (1827–1887)[63]
- Letzter József (1874–1944)[64]
- Letzter Lázár (1832– ?)
- Letzter Mór (? – ?)
- Lintner Ferenc (1877– ?)
- Liebmann Béla (1899–1996)[27]
- Liszy János (1951–)
- Lóránt István (Stefan Lorant) (1901–1997)
- Lósy József (1874–1917)
- Lovich Antal (1853–1900)[65][66]
- Lőrinczy György (1935–1981)
- Lőrinczy Mihály (? – ?)
- Lugosi László (1953–)
- Lukács János (1912–1988)
- Lussa Vince (1924–2006)

## M
- Mai Manó (1855–1917)
- Majláth János (1840–1895)
- Mandur László (1958–2020)

- Mánfai György (1952–)
- Manninger János (1901–1946)[67]
- Marastoni Jakab (1804–1860)
- Markovics Ferenc (1936–2019)
- Markó Ödön (1920– ?)
- Marsovszky Elemérné Ackermann Ada (1895–19??)[68]
- Martin Gábor (1953–)
- Marton Ervin (1912–1968)
- Máté Bence (1985–)
- Máté Olga (1878–1961)
- Mathea Károly (1861–1933)[69]
- Matusik Márton (? – ?)
- Matusz Károly (1946–2013)
- Matz Károly (1944–2012)
- Maurer Dóra (1937–)
- Maurer Mihály (Michel Maurer) (1901–1998)
- Mayer György (1817–1885)[26]
- Mezey Lajos (1820–1880)
- Micskey István (1949–)
- Miklós Jutka (1884–1976)
- Mohai Balázs (1984–)
- Moholy-Nagy László (1895–1946)
- Molnár Edit (1933–)
- Molnár Zoltán (Brassó, 1929. március 15. –)
- Molnár Zoltán (Budapest, 1973 –)
- Monostory György (1892–1940)[70]
- Montvai Attila (1942–)
- Módos Gábor (1939–)
- Móricz Istvánné Nagy Lenke (1889–1970)[71][72]
- Móricz-Sabján Simon (1980–2023)

- Móser Zoltán (1946–)
- Mucsy Szilvia (1973–)[73]
- Munkácsi Márton (1896–1963)
- Muray Miklós (1892–1965)
- Müller Miklós (1913–2000)
- Müllner János (1870–1925)
- Muhari László (1967–)

## N
- Nagy Csaba (1956–)
- Nagy Gizi (? – ?)
- Nagy Lajos (1926–)
- Nagy Miklós (1951–)
- Nagy P. Zoltán (1943–2010)
- Nagy Zopán (1973–)
- Nagygyörgy Sándor (1933–1993)
- Németh Andrea (1946–)
- Németh József (1911–2006)
- Nick Noa (1983–)
- Novák Mária (? –)
- Novotta Ferenc (1949–)
- Nyilas Ilona (1954–)

## O, Ó
- Oldal István (1828–1916)
- Oldal István Henrik (1853–1922)[74]
- Oláh Nándor (1955–)
- Oláh Tibor (1950–)
- Orbán Balázs (1829–1890)
- Orbán Lajos (1897–1972)
- Oroszy Lajos (1859–1949)[75]
- Országh Antal (1818–1878)
- Ohr Tibor (1982–)
- Osoha László (? – ?)

## Ö, Ő
- Őrszigeti Frigyes (1923–1995)

## P
- Pálházi Gyula (1910–1944)[76]
- Pálvölgyi Ferenc (? – ?)
- Pályi Zsófia (1982–)

- Pándi Titusz (1960–)
- Pap Gyula (1899–1983)
- Papp Elek (1965–)
- Pécsi József (1889–1956)
- Pesky Ede (1835–1910)
- Pető Mihály(en) – (Michael Pető, Michael Peto eredetileg: Pollák Mihály) (1908–1970)
- Petzval József dr. (1807–1891)
- Sylvia Plachy (1943–)
- Plohn József (1869–1944)
- Pobuda Alfréd (1876–1942)[26][77]
- Pobuda Károly (18??–19??)[26]
- Pobuda Tibor (1907–1987)[78][79]
- Pozsonyi Lajos (1932–2010)

## R
- Ramhab Gyula (1900–1978)
- Radó György (1907–1951 után)
- Rácz Endre, ifj. (1940–)
- Ráth Károly (1913–1991)[80][81]
- Rehák Tibor (1897–1968)
- Reismann János (1905–1976)
- Reismann Marian (1911–1991)
- Rédner Márta (1909–1991)
- Rédner Miklós (1909–1944)
- Rékasi Attila (1974–)
- Réti Pál (1918–1989)
- Rév Miklós (1906–1998)
- Révai Dezső (1903–1996)
- Révai Ilka (1873–1945)
- Révész Imre (1895–New York, 1975) Révész-Bíró márkanévvel: Bíró Irma feleségével
- Révész Tamás (1945–)
- Rittinger Aurél (1886–1944)
- Rónai Dénes (1875–1964)
- Rónai József (1894–1944)[27]
- Rosta József (1959–)
- Rosty Pál (1830–1874)
- Rozsda Endre (1913–1999)
- Rózsavölgyi Gyöngyi ( 1953–)
- Róth László (1907–1979)
- Rozgonyi Dezső (1879–1955 után)[26]
- Röckel János (1883–197?)
- Rötzer Henrik (1895–197?)
- Rupprecht Mihály (1829–1904)
- Rutkai Aladár (1890–1944)[27]

## S
- Saly Viktor (1877–1917)[2][82]
- Saphier Beatrix (1956–)
- Sándor Zsuzsa (1923–1969)
- Schäffer Béla (1815–1871)[26]
- Schäffer Ármin (1870–1944)[26][83]
- Schäffer Gyula (1902–1939)[26]
- Schäffer Sándor (1908–1948)[26][84]
- Schermann József (1886–1960)
- Schmal Károly (1942–)
- Schmidt Ágoston (18??–19??)
- Schmidt Anna (1902–1974)
- Schmidt Ede (1857–1933)[26]
- Schmidt Nándor (1889–1966)
- Schoch Frigyes (1856–1924)
- Schopper Tibor (1933–)

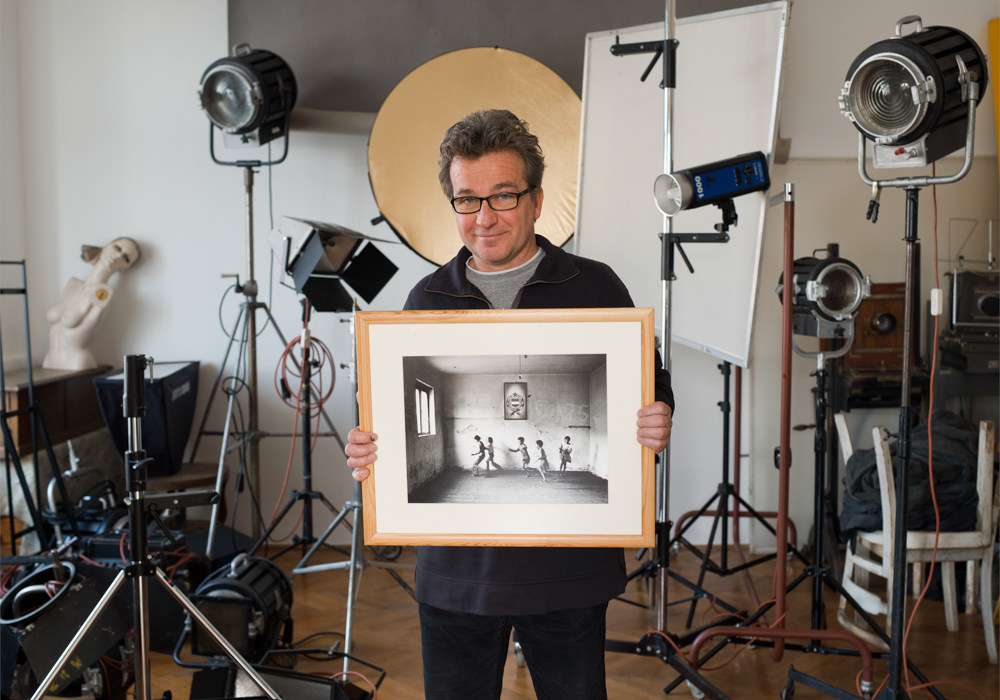
Stalter György „Címer. Tólápa sorozat.” (1982) című művével (Urbán Ádám felvétele)

- Schoefft Otto (1831–1890 Alexandria)
- Schrecker Ignác (1834–1888)[85]
- Schwanner Ede (1928–)
- Seiden Gusztáv (1900–?)
- Seidl József (1894–1958)
- Seidner Zoltán (1896–1960)[86]
- Selmeczi Dániel (1978–)
- Serényi Árpád (1897–1941)[87]
- Sevcsik Jenő (1899–1996)
- Shvoy Kálmán (1881–1971)
- Simonyi Antal (1821–1892)
- Sipeki Gyula (1945–2013)
- Sipos Hajnalka (1972–)
- Sipos László (1960–)
- Síró Lajos (1964–)
- Skopall József (? – ?)
- Soltész István (1967–)
- Solty Kató (?–?)
- Sopronyi Gyula (1974–)
- Stalter György (1956–)
- Stekovics Gáspár (1966–)
- Stiller Ákos (1982–)

- Stolp Ernő (1883–1920)[88]
- Strelisky Lipót (1816–1905)
- Strelisky Náthán (1818–1864)[26]
- Strelisky Sándor (1851–1923[89])
- Stróbl J. Nándor (1896?–1930)
- Sugár Kata (1910–1943)

## Sz
- Szabadi Tibor (1914–1993)[27]
- Szabó Antónia (1949–)
- Szabó Dénes (1907–1982)
- Szabó Iván (1822–1858)
- Szabó Judit (1955–)
- Szabó Lajos (1891–1955)[90]
- Szabó Sándor, 1900 körül, Gyoma[91]
- Szabóky Zsolt (1941–2009)[forrás?]
- Szakál Géza (1883–1959)
- Szalay Zoltán (1935–2017)
- Szántó Imre – Imre Von Santho – (1900–1945)
- Szathmáry Pap Károly (1812–1887)
- Szászvárosi József (1899–1962)
- Szebellédy Géza (1941–)
- Szebeni András (1946–2020)
- Szeghalmi Gyula (1876–1963)
- Szelényi Károly (1943–)
- Szenes Adolf (1875–1942)[92]
- Szente László (1908–?)[93]
- Szentes Géza György (1899–1985)[94]
- Szerencsés János (1950–)
- Székely Aladár (1870–1940)
- Székely György (1923–1969)
- Székely János (1881 k.–1945)[95]
- Szélpál Árpád (1897–1987)
- Szigeti Henrik (1853 k.–1927)[96][97][98]
- Szigeti István (18??–19??)[82]
- Szigeti Zoltán (1880 k.–1947)[99]
- Szijártó Ernő (1945–2022)
- Szilágyi Arthur (1876–1954)
- Szilágyi Lenke (1959–)
- Szilágyi László (1960–)
- Szilágyi Sándor (1954–) fotóművészeti szakíró, kritikus, fotográfus
- Szipál Márton (1924–2016)
- Szipál Márton Károly (udvari fényképészmester)
- Szirányi István (1951–)
- Szőllősy Kálmán (1887–1976)
- Sztály János (1899–1980)

## T
- Tabák Lajos (1904–2007)
- Tahin Gyula (1942–)
- Tamás István (1955–)
- Tamási Péter (1946–)
- Tarczai Béla (1922–2013)

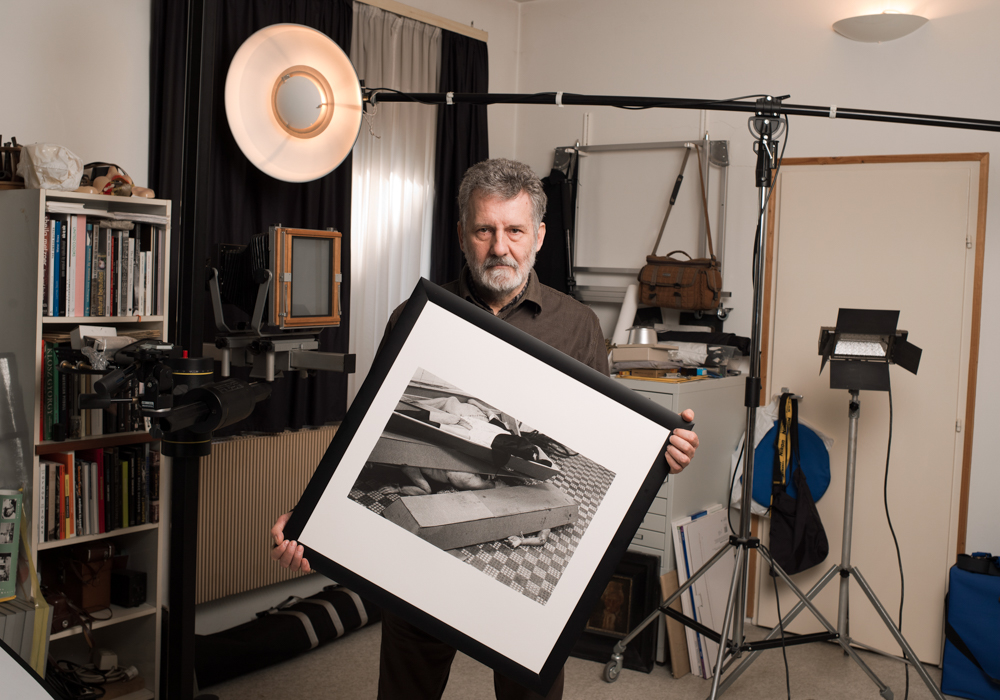
Tímár Péter „Gyász, Krematórium” (1983) című művével (Urbán Ádám felvétele)

- Telkes Nóra(en) (Nora Dumas) (1890–1979)
- Ifj. Tildy Zoltán (1917–1994)
- Tímár Péter (1948–)
- Timkó Imre (1875–1940)
- Tokaji András (1910–1981)
- Tomecskó Frigyes (1913–1983)
- Tomori Ede (1920–1997[101])
- Tóth Csilla (? –)
- Tóth Csilla Ilona (? –)
- Tóth Gábor (1950–)
- Tóth György (1950–)
- Tóth István (1923–2016)
- Tóth József (1940–)
- Tóth Sándor (1935–)
- Török László (1948–2020)
- Truskovszky Dezső (? – ?)
- Türk Péter (1943–2015)[102]

## U, Ú
- Id. Uher Ödön (1859–1931)
- Ifj. Uher Ödön (1892–1989)
- Ullmann Sándor (1904–?)[103]
- Urbán Ádám (1976–)
- Urbán Tamás (1945–)

## V
- Vadas Ernő (1899–1962)
- Vadász György (1953–1985)
- Vágó Bertalan (18??–19??)
- Vahl Ottó (1937–)
- Vajda Dóri (1880–1944)[82][104]
- Vajda Ernő (1899–1980)
- Vajda János (1954)
- Vajda M. Pál (1874–1945)
- Vámos László (1912–1983)
- Vancsó Zoltán (1972–)
- Váncza Emma (1863–1943)
- Váradi Zoltán (1955–)
- Várkonyi László (1906–1975)[26]
- Vasadi Ottó (?–1926)[105]
- Vassányi Béla Ernő (1923–1999)
- Vass Kálmán (1956–)
- Vattay Elemér (1931–2012)

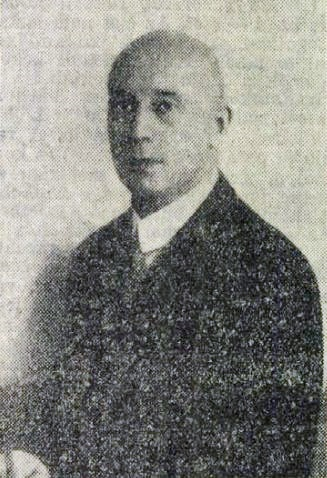
Vasadi Ottó

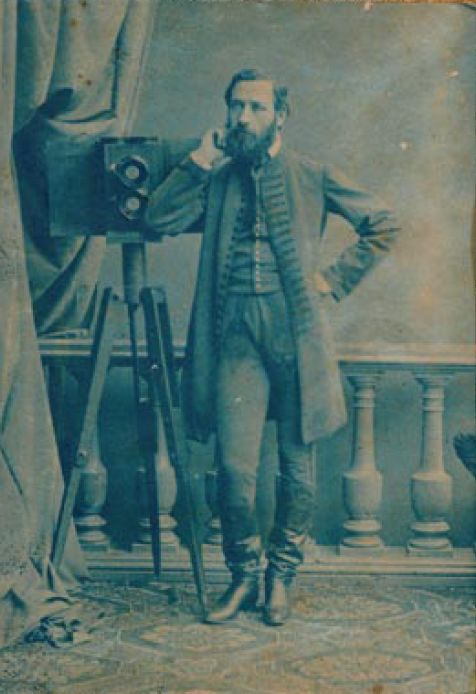
Veress Ferenc

- Vecsényi István (Wetschka, 1898–1976)
- Vécsy Attila (1954–)
- Végh Elek (1910–19??)
- Végh László (1985–)
- Vékás Magdolna (1956–)
- Vencsellei István (1934–2020)[106]
- Veres A. Pál (1886–1945)[26]
- Veress Ferenc (1832–1916)
- Vető János (1953–)
- Vidarény Iván (1887–1982)
- Vidovics István (1944–)
- Vitkay Felícia (1912–1996)[27]
- Vitkay Ilona (1913–1992)[27]
- Vizúr János (1955–)

## W
- Wachter Klára (1905–1989)
- Wagner Ferenc (1951–)
- Waltner Berta
- Weber Lajos (1952–)
- Weinstock Ernő (1893–1985)[107]
- Weinwurm Mátyás (1813–1897)[108][109]
- Weinwurm Ferenc (18??–??)[108][109]
- Id. Weinwurm Antal (1845–1918)[26][110]
- Ifj. Weinwurm Antal (? – ?)
- Wellesz Ella (1910–1997)[43]
- Werner Irén (1890–1970)
- Wessely György (1954–)
- Willinger Vilmos (Wilhelm Willinger) (1879–1943)
- Willinger László (L.J. Willinger) (1909–1989)
- Paula Wright (Weisz Paula) (1897–2001)
- Würsching Rezső (? – ?)

## Z
- Zajky Zoltán (1891–1962)
- Zalka Imre (1955–)
- Zágon László (1943–)
- Zádor Péter (1955–)
- Záhonyi Iván (1953–)
- Zátonyi Tibor (1955–)
- Zelesny Károly (1848–1913)[110]
- Zeman Irma (1897–1963)[111]
- Zih Zsolt (?–)
- Zinner Erzsébet (1909–1977)

## Zs
- Zsabokorszky Jenő (1894–1957)[112]
- Zsák Móric (183?–18??)
- Zsigmondi Boris (1908–1978)
- Zsila Sándor (1958–)
- Zsitkovszky Béla (1868–1930)
- Zsitva Tibor (1941–)[113]
- Zsunk Pál (18??–19??)